# 板橋町 (名古屋市)
板橋町（いたばしちょう）は、愛知県名古屋市中区の地名。

## 歴史

### 町名の由来
名古屋市と御器所村の境界に板製の橋が架かっていたことに由来する。

### 沿革
- 1909年（明治42年）10月1日 - 愛知郡御器所村大字御器所字東鶴舞の一部により、名古屋市中区板橋町として成立[1]。1丁目および2丁目が設定される[1]。
- 1943年（昭和18年）6月1日 - 松枝町と境界変更[1]。
- 1977年（昭和52年）10月23日 - 全域が千代田五丁目に編入され、消滅[2]。